# Chichester District
Chichester District är ett distrikt (motsvarande kommun) i grevskapet West Sussex i England, Storbritannien. Distriktet har 126 103 invånare (2022). Enda större ort är Chichester. Distriktet är indelat i 67 civil parishes.